# Cường Vũ
Cường Vũ (sinh 19 tháng 9 năm 1969) là một ca sĩ và nhạc sĩ chơi kèn trumpet người Mỹ gốc Việt. Anh cùng với ban nhạc Jazz Pat Metheny Group đã 2 lần giành giải Grammy cho "Album jazz đương đại xuất sắc nhất", cho Speaking Of Now (2003) và The Way Up (2006)

## Tiểu sử
Sinh ra ở Sài Gòn, Cường đã rời Việt Nam với gia đình năm 1975 sang Hoa Kỳ khi anh được 5 tuổi, định cư ở Bellevue, Washington (một vùng phụ cận ở phía đông của Seattle). Anh bắt đầu chơi trumpet lúc 11 tuổi, sau khi nhận được nhạc cụ này là quà của mẹ anh.
Anh hiện là giáo sư nhạc jazz tại Đại học Washington, có vợ cũng là giáo sư dạy nhạc classic cùng trường.